# Niels Peter Juel Larsen

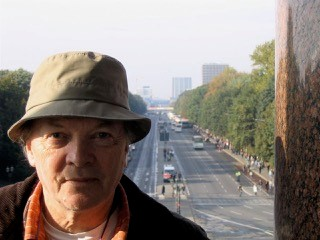
Niels Peter Juel Larsen in Berlin

Niels Peter Juel Larsen (* 1942 in Frederikshavn, Dänemark) ist ein dänischer Autor und Journalist sowie Radiomacher. Er war knapp zwei Jahrzehnte beim Dänischen Rundfunk (DR) angestellt und ist Autor sowie Produzent verschiedener Radio-Features. Seit 1985 lebt er als freischaffender Autor in Berlin. 

## Werdegang
Niels Peter Juel Larsen ist der Sohn von Poul Larsen (1912–1945), Rechtsreferendar bei der dänischen Polizei, und Karen Louise Larsen (1914–2012). 
Larsen studierte Literaturwissenschaft (1968) und arbeitete von 1968 bis 1985 als Redakteur beim Dänischen Rundfunk (Danmarks Radio) mit Arbeitsschwerpunkt Radio-Features. Für viele seiner Features erhielt er Auszeichnungen. Døden i bjergene über die Kämpfe in den Revolutionsjahren Nicaraguas wurde 1978 mit dem Prix Italia ausgezeichnet, Fremmed i Danmark über türkische Gastarbeiter 1983 mit dem Prix Futura (seit 1997 Prix Europa) geehrt, ebenso 1985 das Radio-Feature Rejsen til iskanten über eine Expedition mit dem Hundeschlitten zum Uummannap Kangerlua in Grönland. 1973 wurde er für seine Arbeiten mit dem Kryger-Preis ausgezeichnet.
Der Durchbruch gelang Niels Peter Juel Larsen in den 1970er Jahren als Radiomacher. 1985 zog er nach Berlin, um sich der journalistischen sowie verstärkt der schriftstellerischen Arbeit zu widmen. So war er freier Mitarbeiter der Feature-Abteilung des Sender Freies Berlin (2003 aufgegangen im RBB) sowie anderer Rundfunkanstalten. Er schrieb Artikel für die Zeitschriften GEO, Die Zeit sowie für die dänischen Zeitungen Politiken, Weekendavisen. Ferner unterrichtete er zu den Themen Radioproduktion und -Feature, unter anderem in China, Norwegen und Finnland. Zudem organisierte er 2007 eine Ausstellung mit dem Titel Am Anfang war das Ohr im Literaturhaus in Kopenhagen, um auf die Kunstform des Radio-Features aufmerksam zu machen. Er war Mitglied im Beirat für Literatur des dänischen Kunstrates in den Jahren 2007 bis 2011.
Seit 1990 konzentriert er sich auf das Bücherschreiben. Seine Werke sind zumeist stark autobiografisch und von seiner Arbeitsweise als dokumentarischer Autor von Features geprägt. Dank der Werke Mands liv, mands ære (1998), Hos de døde (2000), Alicia (2011) und Krigens barn (2018) ist er aus dem dänischen Literaturkanon nicht mehr wegzudenken. Seine Werke kreisen um den Tod des Vaters als Widerstandskämpfer im Zweiten Weltkrieg durch die deutsche Wehrmacht. Im Zentrum seines literarischen Schaffens steht die Frage nach den Auswirkungen des Krieges und der Lebens- und Liebesfähigkeit als traumatisierter Mensch.
Ferner verfasste er historische Romane (Røverens time, 1995; Verdens undergang, 1997). Unter dem Titel Die Straße nach Jerusalem erschien Letzterer 2002 bei dtv und wurde unter dem Titel Der Untergang der Welt als E-Book bei dotbooks 2014 neu aufgelegt. Eine Reihe weiterer Werke liegen in deutscher Sprache als E-Books vor. Die Übersetzung der Werke erfolgte unter anderem durch Sigrid Engeler und Heinz Kulas.

## Kritik
Seine Bücher erfahren in der Literaturkritik in Dänemark eine hohe Beachtung. So schrieb die Tageszeitung Politiken, Dänemarks führende Tageszeitung, zu Der Untergang der Welt (1987): „Breit angelegt, facettenreich und farbig wie ein Gobelin, im Detail kurzgefasst grausam wie ein Nachrichtentelegramm aus dem Mittleren Osten unserer Tage.“
Mands liv, mands ære (1998) wurde von der Zeitung Informationen als „ein großartiges Buch von einem Autor mit enormem Potenzial und unglaublichem Talent“ gewürdigt. Politiken nannte es ein „willkommenes und wichtiges Buch.“
Der Roman Bei den Toten (2000), der von der Suche nach den Spuren der Gestapo-Mörder seines Vaters handelt, wurde von der Tageszeitung Informationen ein „unglaublich aktueller Roman. […] Ein wichtiges Buch!“ genannt.
Die dänische Netzzeitung Kristeligt Dagblad lobte Krigens Barn (2018): „Zwingend wie das Feuer, in welchem es geschmiedet wurde. Ein Buch ohne Scheuklappen. Niels Peter Juels Larsen hat alles investiert. Eine aufwühlende und packende Lektüre.“ Der dänische Autor und Kollege Ulrik Græs urteilte: „Dein bislang bester Roman – ich bin vollkommen hin und weg, das ist verdammt gut, schmerzhaft, sprachlich und dramaturgisch. Der liebe Gott hat Dir zu einem meisterhaften Roman verholfen.“
Sein Verleger Ulrik Schwab brachte das Schaffen auf den Punkt mit den Worten: „Ich bin der Überzeugung, dass seine Autorschaft einmalig ist – er ist der dänische Autor, der mit einer Kompromisslosigkeit, einer Konsequenz und größter künstlerischer Kraft das dänische Kriegstrauma vergegenwärtigt und verarbeitet.“

## Werke
Romane & Monografien
- Historien om en henrettelse. Munksgaard, 1980
- Historien om et mord. Tiderne Skifter, 1985
- Fremmed. Tiderne Skifter, 1989 (Erzählungsband)
- Bastarden. Gyldendal, 1993
- Røverens time. Gyldendal, 1995 (ursprünglicher Titel Midnatstimens konge)
- Verdens undergang. Gyldendal 1997 (ursprünglicher Titel: Vejen til Jerusalem)
- Mands liv, Mands ære. 1998
- Hos de døde. Lindhard & Ringhof, 2000
- I det fremmede. Lindhardt & Ringhof, 2003 (Essays)
- Sofi og den polske rytter. Carlsen, 2005 (Jugendbuch)
- Amelie. People's Press, 2006 (Historischer Roman)
- Alicia, en kærlighedshistorie. Herreværelset, 2011 (Liebesroman)
- Krigens barn. Turbine, 2018
- En morders bekendelser: Ole Kollerøds historie genfortalt af Niels Peter Juel Larsen - Frydenlund, 2022

In deutscher Sprache 
- Die Straße nach Jerusalem. dtv, 2002 (Historischer Roman)
- Der Untergang der Welt. dotbooks, 2014 (E-Book)
- Bei den Toten. SAGA, 2015 (E-Book)
- Sofi und der Polnische Reiter. SAGA, 2015 (Jugendroman; E-Book)
- Alicia. SAGA, 2015 (E-Book)

Radio-Features 
- Tiden står stille på travbanen. 1969
- En sorg så stor. 1970
- Et hotel i provinsen. 1970
- Over en whisky. 1970
- Charterrejsen. 1973
- Bare fordi man er køn. 1974
- Historien om en henrettelse. 1978
- Døden i bjergene. 1978 (Prix Italia, 1978)
- En ægte skotsk dram. 1980
- Hvad hjertet begærer. 1981
- Fremmed i Danmark. 1983 (Prix Futura Berlin, 1983; fusioniert mit dem Prix Europa, 1997[11])
- Rejsen til iskanten. 1985 (Prix Futura Berlin, 1985)
- Kavalererne på Rungstedlund. 2012

Theaterstücke
- Mindesmærket. TV-Teater
- Luder. TV-Teater
- Min Far. Dän. Kgl. Theater (Uraufführung 1986)
- Baronessen på Rungstedlund. (Erstaufführung: Budapest 2014–2015)